# Версај (Пенсилванија)
Версај (енгл. Versailles) град је у америчкој савезној држави Пенсилванија.

## Демографија
По попису из 2010. године број становника је 1.515, што је 209 (-12,1%) становника мање него 2000. године.
| Група             | 2000.         | 2010.         |
| Белци             | 1.642 (95,2%) | 1.362 (89,9%) |
| Афроамериканци    | 44 (2,6%)     | 94 (6,2%)     |
| Азијати           | 6 (0,3%)      | 11 (0,7%)     |
| Хиспаноамериканци | 13 (0,8%)     | 15 (1,0%)     |
| Укупно            | 1.724         | 1.515         |